# باديرنو دونيانو
Paderno Dugnano باديرنو دونيانو، مدينة شمال إيطاليا في إقليم لومبارديا ضمن مقاطعة ميلانو، في فترة ما بعد الوحدة الإيطالية عام 1861 م، أصدر مرسوم ملكي 17 أذار مارس 1869 م بإعادة النظر في التوزيع الإداري في الدولة الإيطالية، وعلى إثره تم دمج كل من باديرنو، دونيانو، إنشيرانو، كاسينا أماتا، بالاتسولو ميلانيزي، تحت اسم "باديرنو ميلانيزي"، وقد واجهوا صعوبة بالغة في الاتفاق على اسم الدينة الذي تغير عدة مرات، وأخيرا وفي الأول من شباط فبراير 1886 م اعتمد اسمها الحالي باديرنو دونيانو، عدد سكانها 46.921 نسمة.

## السكان
في سنة 1861 بلغ عدد السكان 5٬869 نسمة، وتطور العدد ليصل في سنة 2011 لـ 46٬562 نسمة.
يظهر هذا المخطط البياني تطور النمو السكاني لـ باديرنو دونيانو

## أعلام
- ماريو تريبي
- باسكوالي روكو